# Wenceslaus I van Bohemen (koning)
Wenceslaus I (Praag, rond 1205 - Králův Dvůr, 23 september 1253), uit het geslacht der Přemysliden, was een zoon van koning Ottokar I van Bohemen en Constance van Hongarije. Hij was koning van Bohemen van 1230 tot 1253 in opvolging van zijn vader. Wenceslaus was gehuwd met Cunigonde van Hohenstaufen (1200-1248), dochter van Filips van Zwaben. Zij hadden de volgende kinderen:
- Vladislav (-1247), hertog van Oostenrijk en Stiermarken in 1246-47, gehuwd met Gertrude van Babenberg
- Koning Ottokar II van Bohemen (1232-1278)
- Beatrix (rond 1225 - 1290), in 1243 gehuwd met markgraaf Otto III van Brandenburg
- Agnes of Anežka (-1268), in 1244 gehuwd met Hendrik III van Meißen

Later ontstond een strijd tussen Wenceslaus en zijn zoon Ottokar, die zich in 1248 uitriep tot koning van Bohemen. Wenceslaus diende daarop het land te verlaten.

## Voorouders
| Voorouders van Wenceslaus I van Bohemen | Voorouders van Wenceslaus I van Bohemen                                  | Voorouders van Wenceslaus I van Bohemen                                  | Voorouders van Wenceslaus I van Bohemen                                 | Voorouders van Wenceslaus I van Bohemen                                 |
| --------------------------------------- | ------------------------------------------------------------------------ | ------------------------------------------------------------------------ | ----------------------------------------------------------------------- | ----------------------------------------------------------------------- |
| Overgrootouders                         | Wladislaus I van Bohemen (1070-1125) ∞ Richeza van Berg (1095-11125)     | Lodewijk I van Thüringen (-1140) ∞ Hedwig van Gudensberg (-)             | Géza II van Hongarije (1130-1162) ∞ Euphrosina van Kiev (1130-1193)     | Reinoud van Châtillon (1125–1187) ∞ Constance van Antiochië (1127-1163) |
| Grootouders                             | Wladislaus II van Bohemen (1110-1174) ∞ Judith van Thüringen (1135-1210) | Wladislaus II van Bohemen (1110-1174) ∞ Judith van Thüringen (1135-1210) | Béla III van Hongarije (1148-1196) ∞ Agnes van Châtillon (1154-1184)    | Béla III van Hongarije (1148-1196) ∞ Agnes van Châtillon (1154-1184)    |
| Ouders                                  | Ottokar I van Bohemen (1155-1230) ∞ Constance van Hongarije (1180-1240)  | Ottokar I van Bohemen (1155-1230) ∞ Constance van Hongarije (1180-1240)  | Ottokar I van Bohemen (1155-1230) ∞ Constance van Hongarije (1180-1240) | Ottokar I van Bohemen (1155-1230) ∞ Constance van Hongarije (1180-1240) |
| Wenceslaus I van Bohemen (1205-1253)    |                                                                          |                                                                          |                                                                         |                                                                         |

- Gemeinsame Normdatei: 101272243
- International Standard Name Identifier: 0000 0000 5527 0885
- Library of Congress Control Number: n93068321
- Nationale Bibliotheek van Tsjechië: xx0024349
- Nationale Bibliotheek van Polen: a0000003181679
- Système universitaire de documentation: 20015060X
- Virtual International Authority File: 69293500
- WorldCat: E39PBJcrbfKTgcKKyVMbjwcF8C